# Broekrok

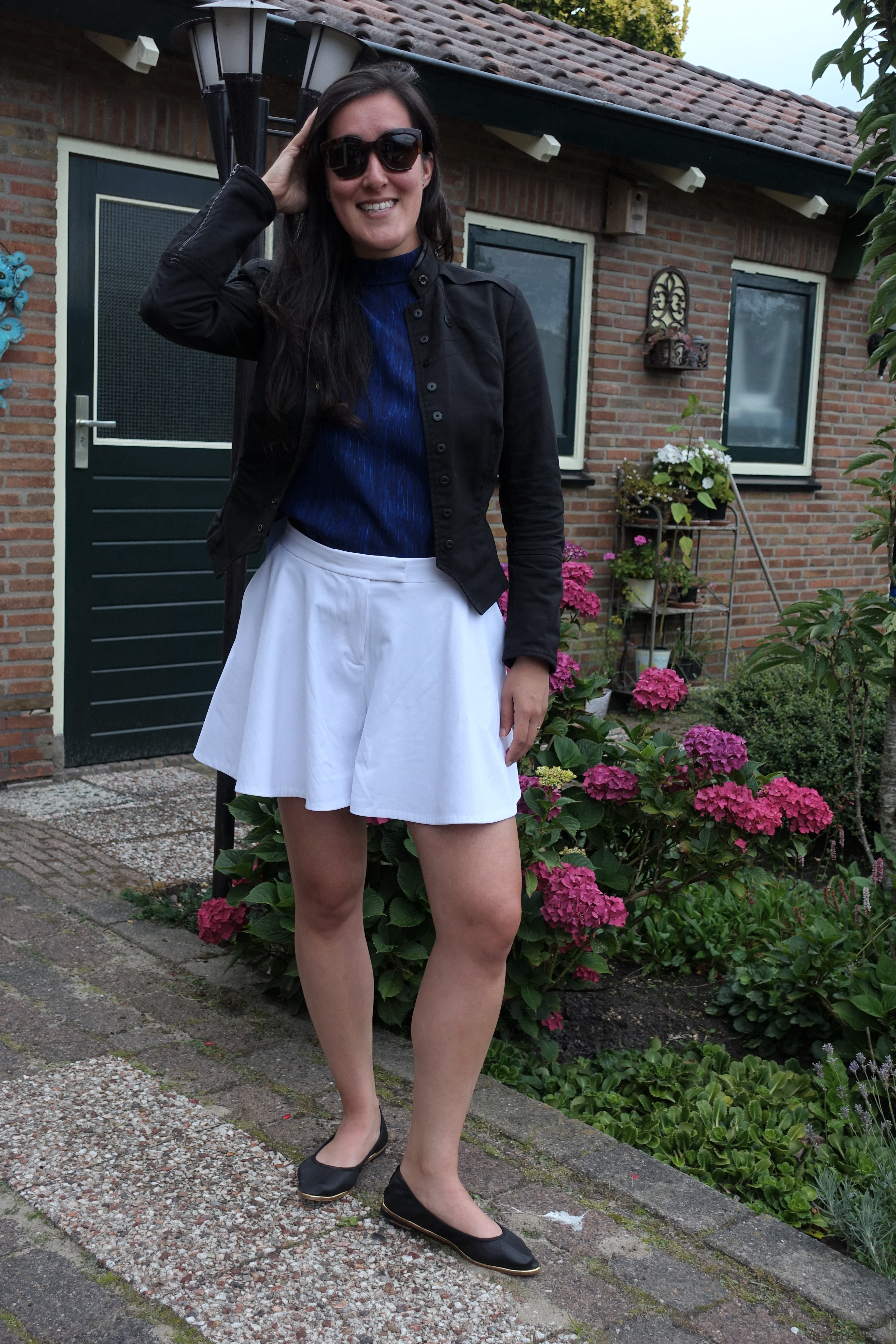
Broekrok 2017

Een broekrok, ook wel (ten onrechte) aangeduid met culottes is een broek waarvan de pijpen zodanig wijd zijn dat het kledingstuk op een rok lijkt.
De broekrok is een kledingstuk dat af en toe weer terugkomt in het modebeeld, onder andere begin jaren 80 en in 2016. De broekrok heeft — als hij niet toevallig in de mode is — een tuttig imago of wordt zelfs belachelijk gevonden. Anderen zijn van mening dat een broekrok elegant kan zijn en bovendien efficiënt. De lengte van een broekrok kan sterk variëren, van boven de knie tot aan de enkel.

## Geschiedenis

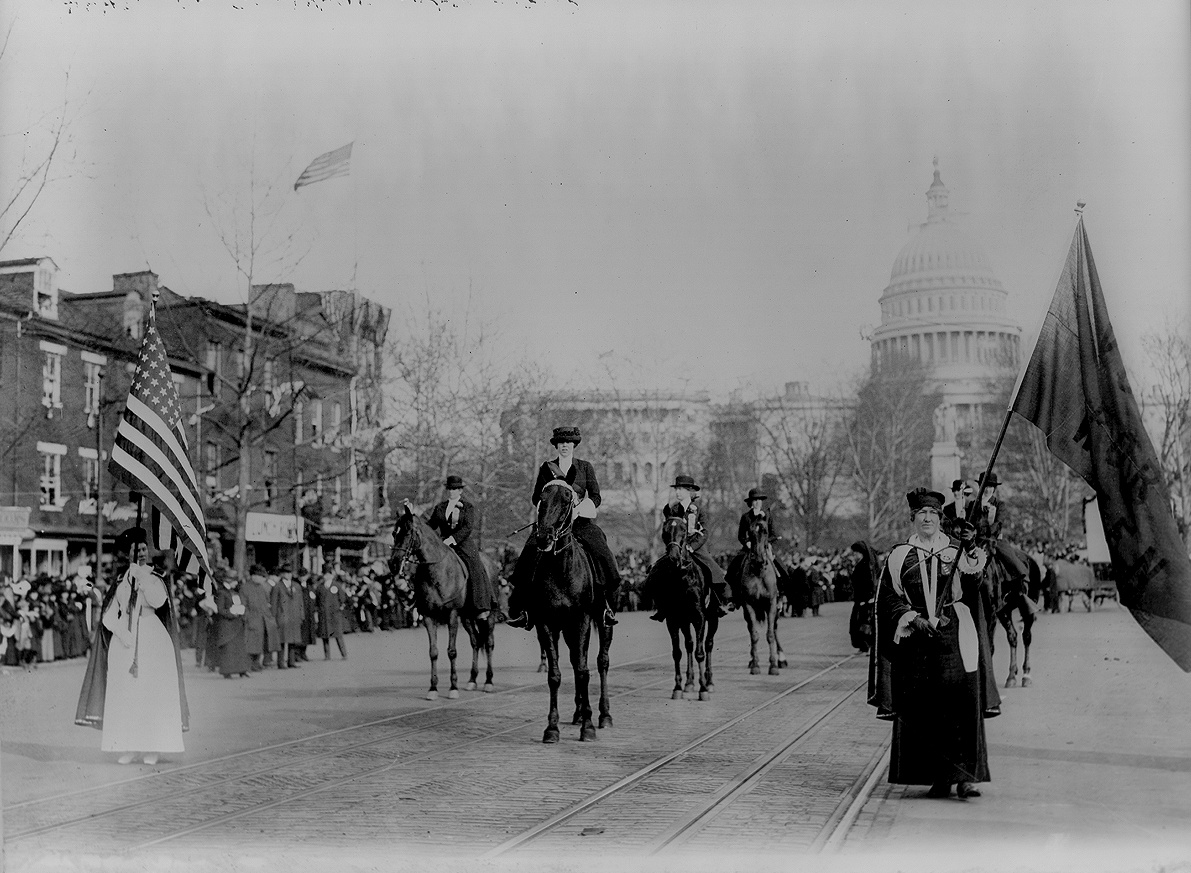
Paardrijdende vrouwen bij een demonstratie voor vrouwenkiesrecht, in Washington, 1913

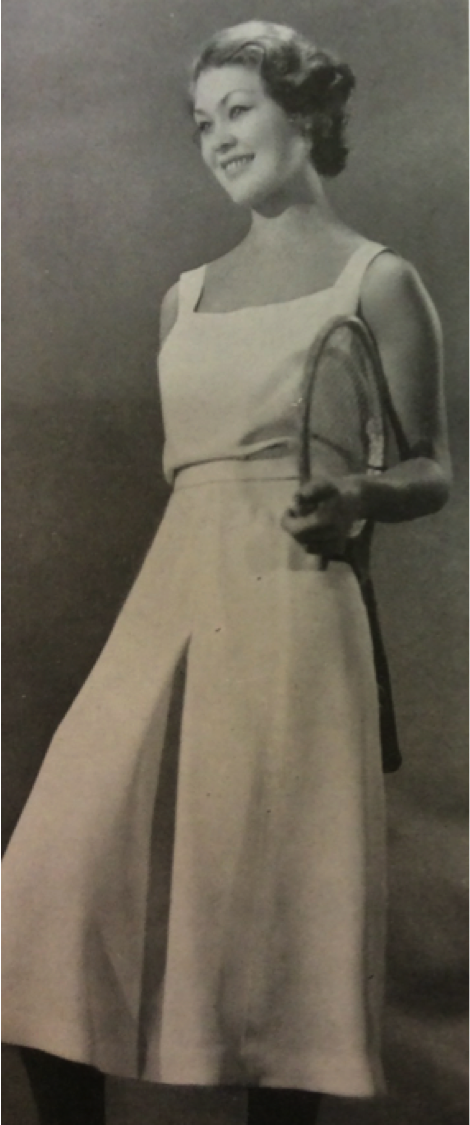
Een broekrok van het Franse modehuis Vera Borea uit 1934, bedoeld als tenniskleding.

Gedurende het victoriaans tijdperk werden lange, in twee wijde pijpen gespleten rokken ontworpen. Deze waren bedoeld voor het paardrijden, zodat vrouwen op gewoon zadel op een paard konden rijden, in plaats van in een amazonezit. Bij de amazonezit houdt de vrouw beide benen immers aan één kant van het paard, zodat zij een jurk kan blijven dragen. Bij gebruik van een gewoon zadel kan een vrouw geen jurk dragen, omdat zij daarvoor de benen wijd moet doen. In deze periode bestond een taboe voor vrouwen om een broek te dragen, of zelfs maar een rok met wijde pijpen. Zo liep een vrouw aan het eind van de 19e eeuw in de VS nog het risico gearresteerd te worden als zij bij het paardrijden een broek waagde te dragen.
Later werden broeken met wijde pijpen meer gemeengoed en konden vrouwen deze kledingstukken dragen tijdens het tuinieren, schoonmaken, fietsen etc., terwijl zij er dan nog steeds uitzagen alsof zij een rok droegen.
In sommige traditionele gemeenschappen, zoals die van bepaalde bevindelijk gereformeerden dragen veel vrouwen ook in het begin van de eenentwintigste eeuw geen broeken (hoewel het dragen van een broek ook daar steeds meer wordt geaccepteerd). Onder bepaalde groepen wordt soms   ook een broekrok niet geaccepteerd.

## Wetenswaardigheden
- In het Engels heet de broekrok niet culottes, maar skirt trouser of divided skirt.[12] De term culottes staat voor van alles wat gespleten pijpen heeft, vanaf een onderbroek van een vrouw tot een kniebroek bij een man.
- Een skort (combinatie van skirt en short) is een korte broek met een extra pand aan de voorzijde, zodat het kledingstuk op een korte rok lijkt.[13]